# یانوشیک: روایتی واقعی
یانوشیک: روایتی واقعی (اسلواکی: Jánošík - Pravdivá história) یک فیلم درام تاریخی به کارگردانی آگنیشکا هولاند و دخترش کاسیا آدامیک است که در سال ۲۰۰۹ منتشر شد.
این فیلم دربارهٔ یک راهزن جاده‌ای اسلواک به نام یورای یانوشیک است که از ثروتمندان می‌دزدید و به فقرا و نیازمندان می‌بخشید.

## گزیدهٔ بازیگران
- میخاو ژبروفسکی
- مایا اوشتاشفسکا
- واتسلاو ییراچک
- کاتاژینا هرمان
- دانوتا شافلارسکا
- ماریان جنجل
- ماوگوژاتا زایاژکوفسکا
- کاته‌ژینا بروژووا
- اریک لوبوس
- ماچئی کوزووفسکی
- ولادیمیر یاوُرسکی
- کشیشتف استروئینسکی
- مارچین چارنیک
- پاوئو نوویش
- ماتی هادک
- رادوسواف کشیژوفسکی
- کارل دوبری
- ماریان گایژبرگ
- میخاو ژورافسکی
- لخ واتوتسکی
- بوریس لانکوش
- گابریلا موسکاوا
- آندژی زابورسکی
- مائوگوشا بلا
- آدام وُرونوویچ
- داوید نووُتنی
- لخ واتوتسکی